# Nexans Skagerrak
Nexans Skagerrak är ett kabelläggningsfartyg som ägs av den franska kabeltillverkaren Nexans.
Fartyget byggdes år 1976 av Einar Øgrey Mekaniske Verksted i Farsund i Norge åt Statnett och fick namnet Skagerrak. I juni 2000 såldes hon till Havila Cable A/S, i Ålesund och bytte namn till Havila Skagerrak och i oktober 2003 övertogs hon av Bourbon Cable A/S och döptes om till Bourbon Skagerrak.
Hon långtidschartrades av Nexans under flera år och i november 2006 övertogs hon av dem och fick sitt nuvarande namn. Fartyget förlängdes med 12,5 meter och moderniserades vid Cammell Laird i Birkenhead år 2010  Storbritannien till en kostnad på 8 milj. euro.
Nexans Skagerrak är försedd med en bogpropeller och två  roderpropellrar i fören och två i aktern.